# Sziklakápolna (Miskolctapolca)
A Jézus szíve sziklakápolna Miskolctapolcán, a Brassói utcán található. 1935-ben szentelték fel, de azután további építkezések következtek. A második világháborús sérüléseket 1965-re javították ki és 1995-ben felújították megint, melynek során a bejárathoz székelykaput állítottak Szabó Pius emlékére. 

## Története
A Sziklakápolnát 1935-ben szentelték fel. Előtte egy évvel járt itt egy ferencesrendi szerzetes, páter Szabó Pius erdélyi származású esperes barátjánál, Pataky Rudolfnál, aki a miskolci képviselőtestületnek volt tagja. Az ő tulajdonában volt a Verebes-tanyán lévő, tufába vágott két barlang, amelyet birkaakolnak használtak. Az esperesnek megtetszett a hely, a kilátás, és azt javasolta, hogy a Tapolcán üdülők számára alakítsanak ki a barlangokból egy kis kápolnát. Pataky Rudolf fel is ajánlott a célra 650 négyszögölnyi területet. A terveket Menner László miskolci építész készítette, a meglévő üregeket megnagyobbították (eredeti  alapterületük 6×8 méter volt, magasságuk nem érte el a 2 métert sem), alkalmassá tették a célra. A főbejáratot 9 méter magas és 18 méter széles támfalba illesztették. „A barlang belsejét egymásba fonódó vájárok, tagozatok teszik művészivé, a kőzet megjelenését díszessé” – írta Iglói Gyula a belsőről. A csillagboltozatot Kun József szobrászművész, a szentképet Meilinger Dezső festőművész készítette (mindketten híres miskolci művészek voltak). 
Az eredeti tervek szerint az oltár mögött három temetkezési helyet is kialakítottak volna (Szabó Pius, Pataky Rudolf és a Menner-család számára), de ez nem valósult meg. A templom szobrait Máriahegyi János budapesti szobrász készítette és ajándékozta a templomnak. A támfal tetején álló műkőkereszt szintén Kun József munkája, a harangok Szlezák László budapesti harangöntő műhelyéből kerültek ki. A díszes kaput Süveges Árpád lakatosmester készítette.
A templom boltozatos kialakítású főhajója 25 méter hosszú, jobb oldalon mellékoltár, baloldalt pedig a kórus, az előcsarnokban pedig szobrok számára alakítottak ki helyet. A kápolna átadása után tovább folyt az építkezés (bányászat), a hajót teljesen körbevájták, 1940-re elkészült a kápolnát övező körfolyosó.
A kápolna a háborúban súlyosan megsérült, újjáépítése 1965-ben fejeződött be, majd 1995-ben ismét renoválták. Ekkor készült a kápolna bejáratát képező székelykapu, Szabó Pius emlékére.

## Képek

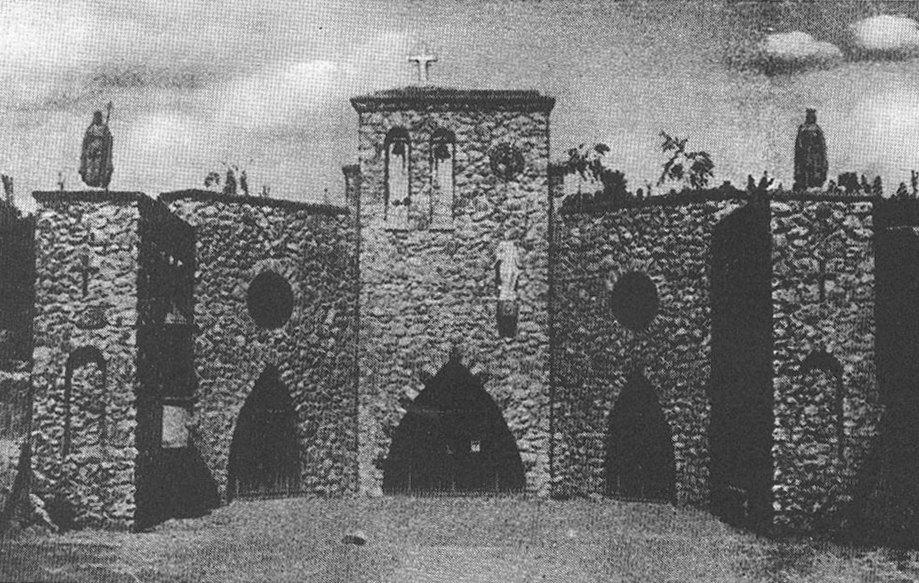
A Sziklakápolna 1936-ban
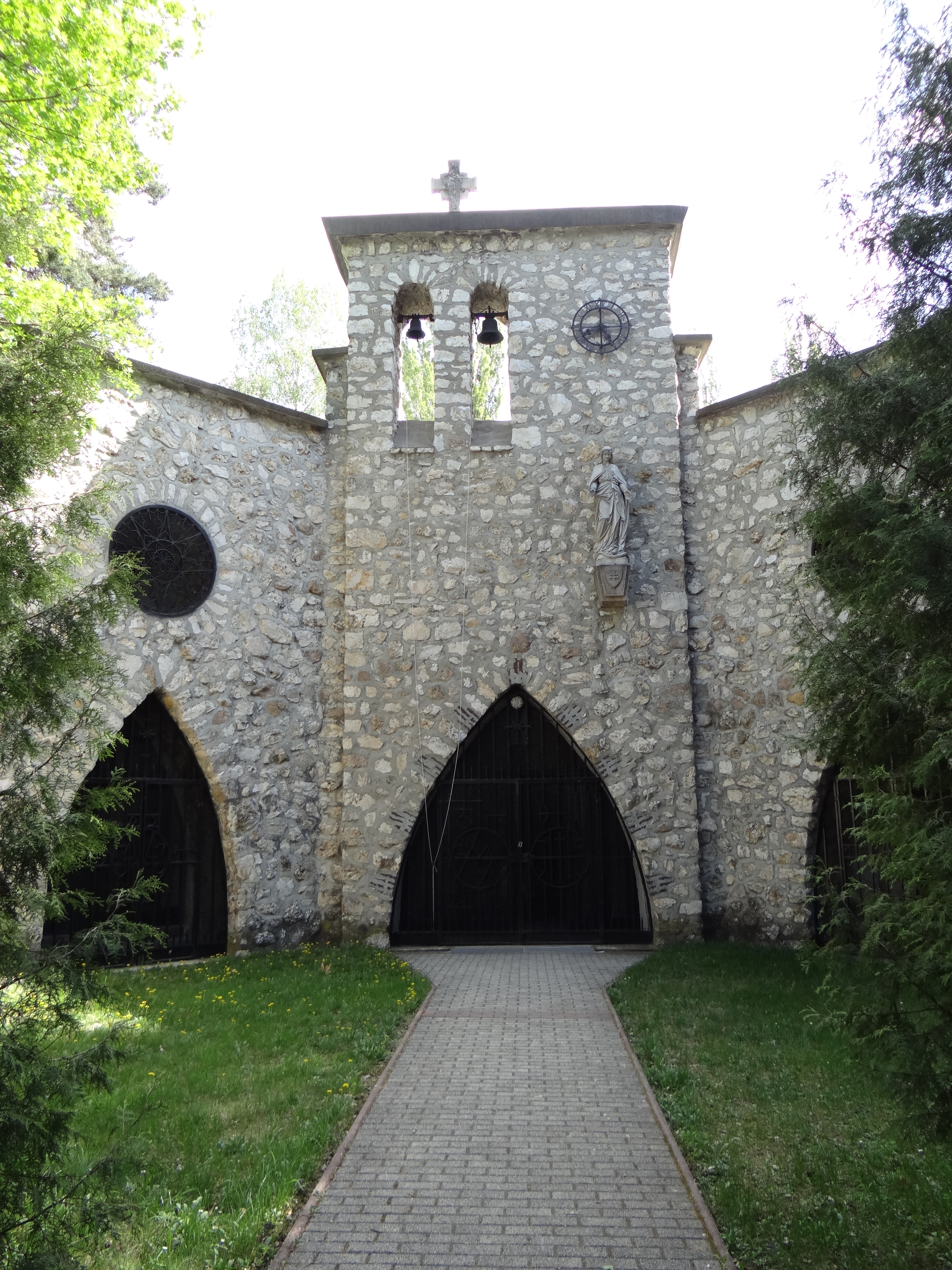
A Sziklakápolna bejárata
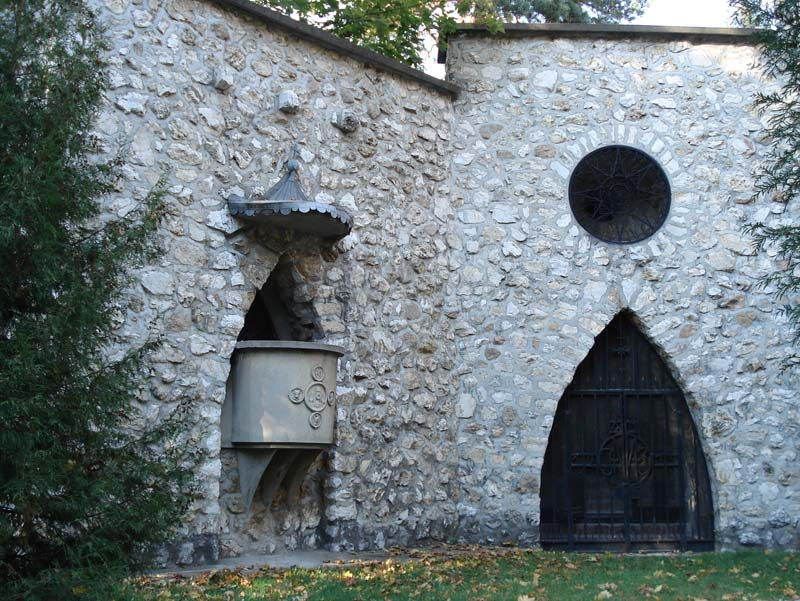
A Sziklakápolna bejárata
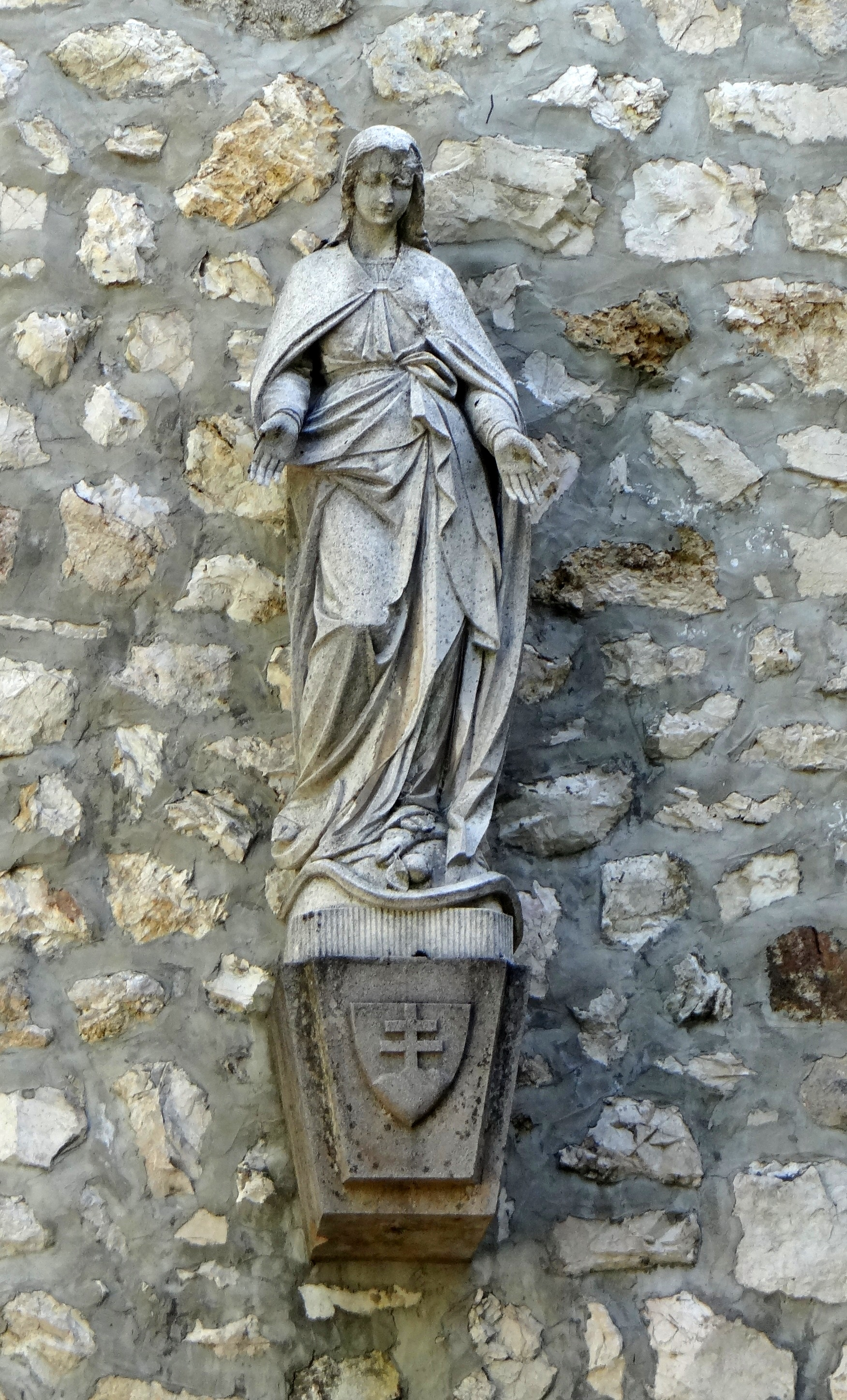
Mária szobra a homlokzaton
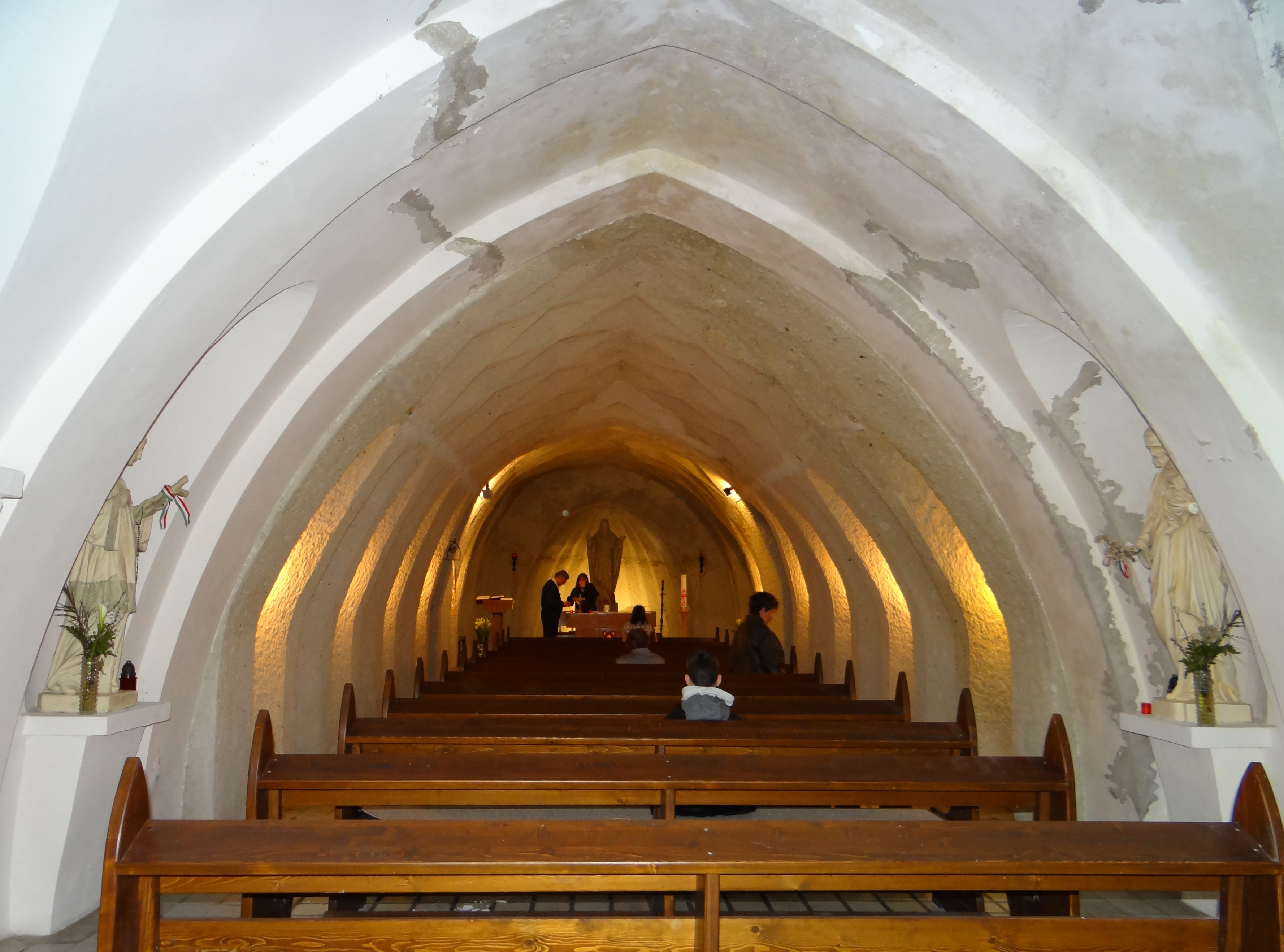
A hajó
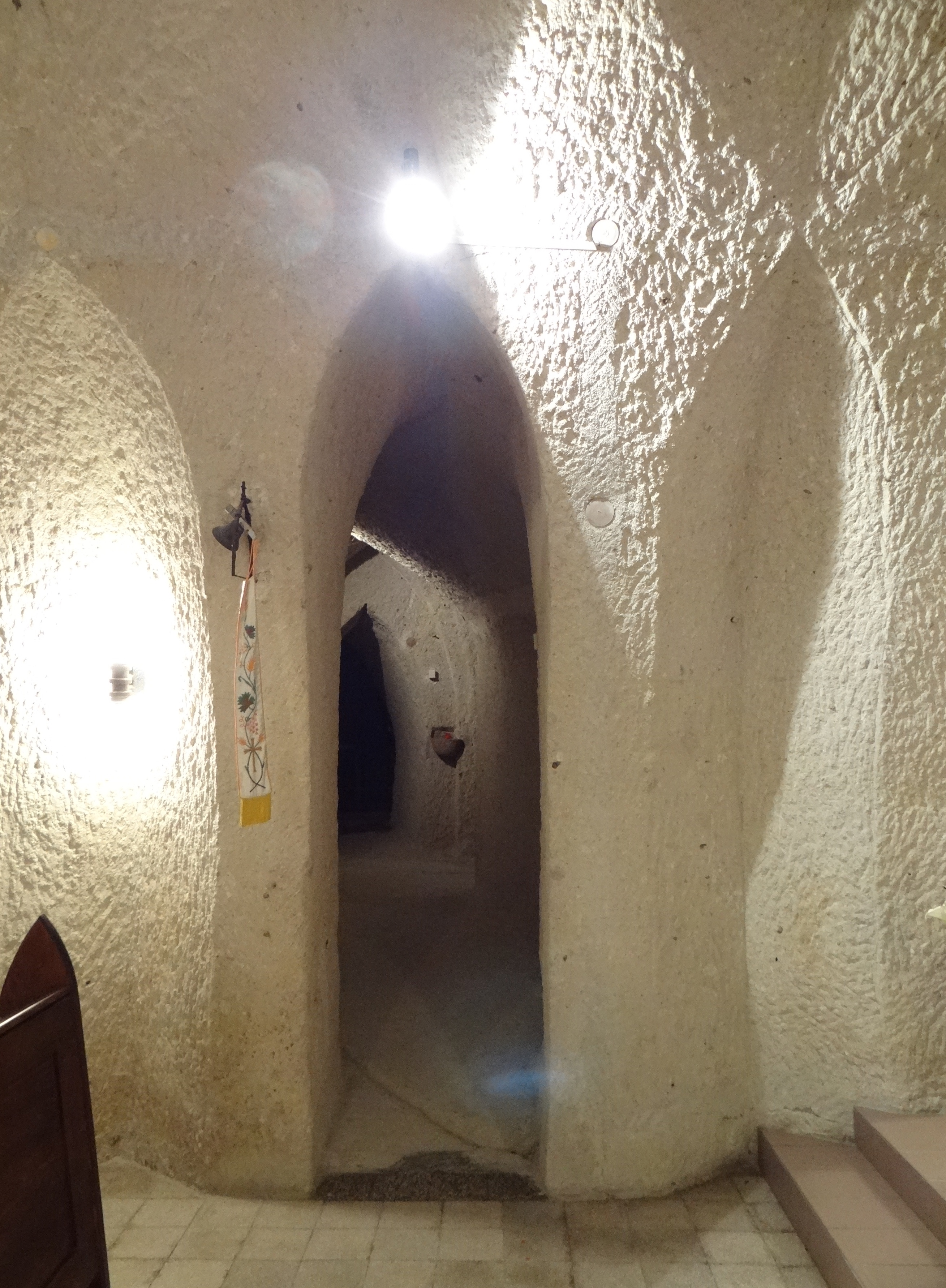
Oldalvágat a kápolnában